# Nerthus
Pour le groupe de metal autrichien, voir Nerthus (groupe).
Nerthus (en proto-germanique : Nerþuz) est une divinité nordique (groupe des vanes), déesse de fertilité.
Femme du dieu Njörd (qui est aussi son frère), elle est évoquée par Tacite dans sa Germanie.

## Biographie
Elle est connue également sous le nom de « Herta », quoique « Nerthus » soit un nom spécifiquement nordique, utilisé uniquement au sein de la mythologie nordique, le culte de la déesse ayant existé mais de manière mineure en Gaule sous le nom de « Herta ».

## Vénération
Elle était vénérée de la façon suivante par des peuples vivant dans la péninsule du Jutland :

« Puis viennent les Reudignes, les Avions, les Angles, les Varins, les Eudoses, les Suardones et autres Nuithons, qui sont protégés par des cours d'eau et des forêts. Il n'y a rien de bien particulier à signaler pour chacun d'eux, excepté le culte qu'ils rendent en commun à Nerthus, autrement dit à la Terre Mère. Ils croient qu'elle intervient dans les affaires humaines et qu'elle se fait conduire auprès de leurs peuples.
Dans une île de l'Océan s'étend une forêt sainte. Elle abrite un char consacré, que dissimule un voile. Un seul prêtre est autorisé à le toucher. Il prend conscience de la présence de la déesse dans le sanctuaire, fait atteler le char par des génisses et le suit avec grande vénération. Viennent alors des jours de liesse. C'est la fête dans les endroits que la déesse juge dignes de l'accueillir et de l'héberger. On n'entame pas de guerre, on ne prend pas les armes. Tout fer est enfermé. Ce n'est qu'alors qu'on connaît le calme de la paix, ce n'est qu'alors qu'on l'apprécie. Il en est ainsi jusqu'à ce que le même prêtre rende à son temple la déesse comblée par son séjour chez les mortels.
Ensuite le char et le drap et, si on le trouve crédible, la divinité elle-même sont immergés dans un lac à l'abri des regards. Ce rite est accompli par des esclaves que ce même lac immédiatement engloutit. De là, la peur du mystère et l'inviolable ignorance de ce que seuls voient des êtres qui vont mourir. »

— Tacite, La Germanie, XL 2 à XL 4.

## Hommage et postérité
Nerthus est l'une des 1 038 femmes dont le nom figure sur le socle de l'œuvre contemporaine The Dinner Party de Judy Chicago. Elle y est associée à la Déesse de la fertilité, deuxième convive de l'aile I de la table.